# District de Königsberg

Découpage administratif de la province de Prusse-Orientale après 1905. Le nouveau district d'Allenstein est en rose

Le district de Königsberg (Regierungsbezirk Königsberg) était une entité administrative territoriale qui exista de 1808 à 1945 et faisait partie de la province de Prusse-Orientale (1808-1829 et 1878-1945) et de la province de Prusse (1829-1878). La capitale de cette région était la ville de Königsberg, rebaptisée en 1946 Kaliningrad, aujourd'hui en Russie. Son territoire est partagé pour moitié aujourd'hui entre la Russie et la Pologne.

## Structure
La surface du district était de 21 107 km2 en 1885 avec 1 171 116 habitants, dont 910 235 habitants de confession évangélique-luthérienne, 243 153 habitants de confession catholique et 10 586 juifs. Il comportait alors vingt arrondissements (Landkreis):
- Arrondissement d'Allenstein
- Arrondissement de Braunsberg
- Arrondissement de Fischhausen
- Arrondissement de Friedland
- Arrondissement de Gerdauen
- Arrondissement d'Heiligenbeil
- Arrondissement d'Heilsberg
- Ville de Königsberg
- Arrondissement de Königsberg, devenu arrondissement du Samland après 1939
- Arrondissement de Labiau
- Arrondissement de Memel
- Arrondissement de Mohrungen (de)
- Arrondissement de Neidenburg (de)
- Arrondissement d'Ortelsbourg
- Arrondissement d'Osterode-en-Prusse-Orientale (de)
- Arrondissement de Preußisch Eylau (de)
- Arrondissement de Preußisch Holland (de)
- Arrondissement de Rastenburg (de)
- Arrondissement de Rößel (de)
- Arrondissement de Wehlau

En 1905, le sud de la province forme un nouveau district, celui d'Allenstein (aujourd'hui Olsztyn, en Pologne) avec les arrondissements d'Allenstein, Neidenburg, Ortelsburg, Osterode-en-Prusse-Occidentale, Rößel, et Soldau, ainsi que quatre arrondissements détachés du district de Gumbinnen.

## Liste des présidents de district

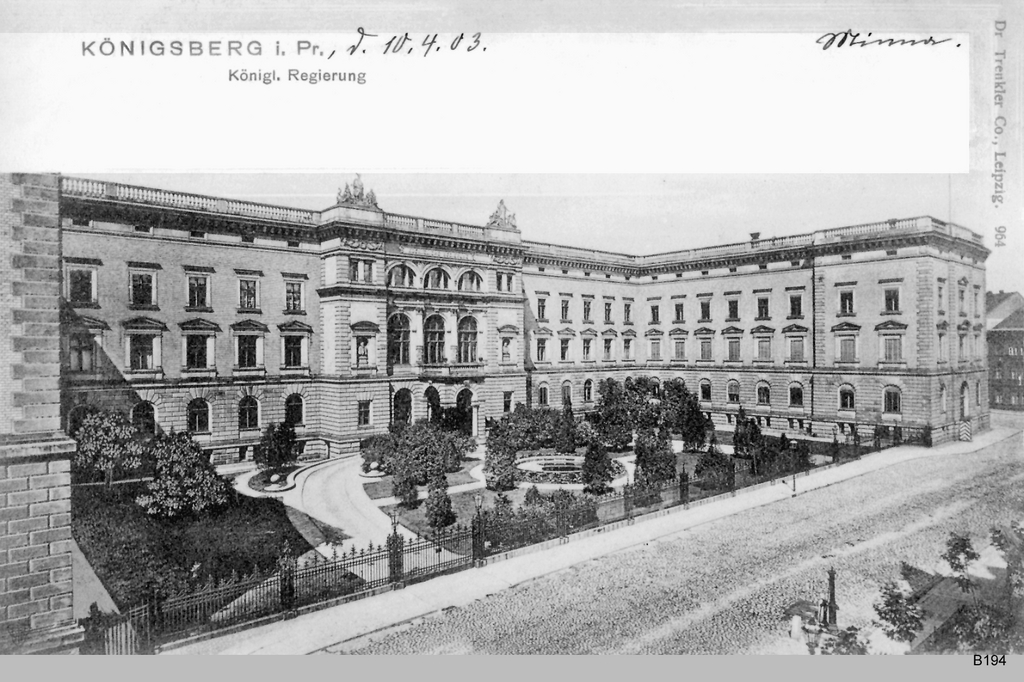
Vue de l'office du Gouvernement royal du district de Königsberg en 1903

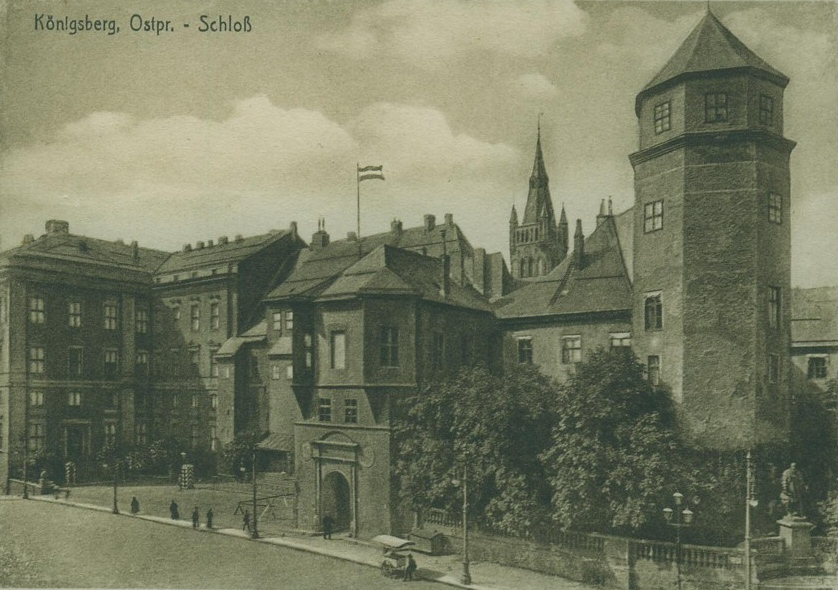
Vue du château de Königsberg vers 1920

Les Regierungspräsidenten (présidents de district) qui siégeaient à Königsberg furent successivement:
- 1815-1818, Ludwig von Wißmann (de)
- 1818-1825, Theodor von Baumann
- 1825-1832, Friedrich Ferdinand Meding
- 1835-1843, Heinrich zu Dohna-Wundlacken
- 1843-1850, Carl Wilhelm von Bötticher
- 1850-1869, Franz August Eichmann
- 1869-1881, Karl von Horn
- 1881-1882, Adolf von Schmeling (de)
- 1882-1886, Conrad von Studt
- 1887-1889, Eberhard von der Recke von der Horst
- 1890-1894, Wilhelm von Heydebrand und der Lasa (de)
- 1894-1899, Bernhard Tieschowitz von Tieschowa (de)
- 1899-1903, Wilhelm von Waldow
- 1903-1908, Nikolaus von Werder (de)
- 1909-1915, Robert von Keyserlingk-Cammerau (de)
- 1915-1919, Friedrich Karl Gramsch
- 1919-1924, Matthias von Oppen et Ernst Bolck
- 1925-1932, Max von Barfeldt (de)
- 1932-1936, Werner Friedrich (de)
- 1936-1941, Paul Hoffmann (de)
- 1941-1945, Kurt Angermann (de)